# Los van de grond
Los van de grond è una collaborazione tra i due cantanti olandesi Jeroen van der Boom e Leonie Meijer, pubblicato il 18 febbraio 2011 dall'etichetta discografica Music Tree. L'album è incluso nei due album dei due artisti, rispettivamente intitolati Grote liefde e Los.
Il singolo è entrato alla terza posizione della classifica olandese ed è sceso alla terza la settimana successiva, rimanendo nella top ten per altre due settimane rispettivamente al terzo e al settimo posto; in totale è rimasto nella top 100 olandese per dodici settimane consecutive.

## Tracce
Download digitale
1. Los van de grond - 3:22

## Classifiche
| Classifica (2011) | Posizione massima |
| ----------------- | ----------------- |
| Paesi Bassi       | 2                 |